# Jasha Maru

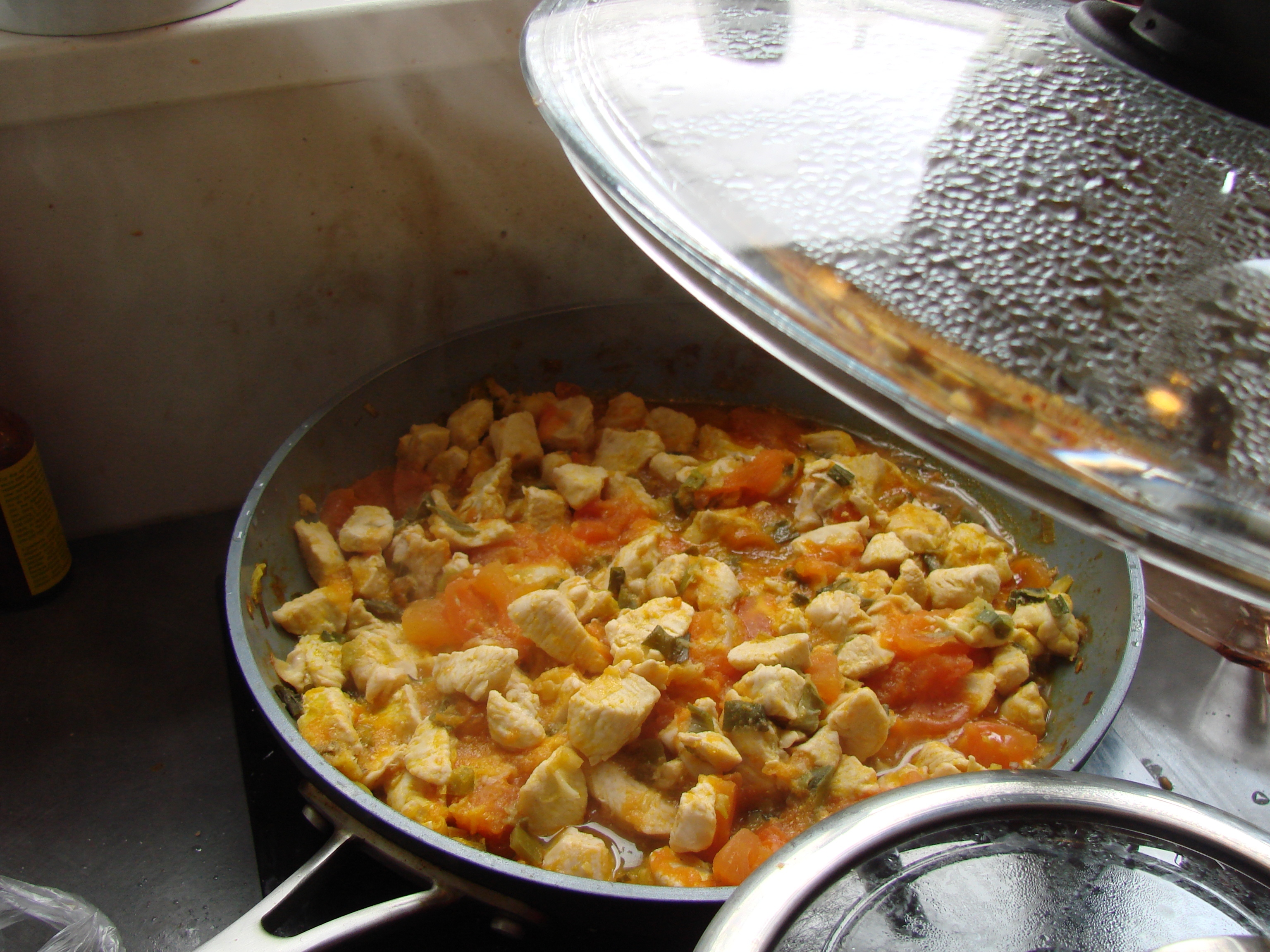
Jasha Maru

Jasha Maru ou Jasha Maroo é uma iguaria da Culinária do Butão. Geralmente, é servido quente.